# Associazione Sportiva Pro Gorizia 1950-1951
Questa voce raccoglie le informazioni riguardanti l'Associazione Sportiva Pro Gorizia nelle competizioni ufficiali della stagione 1950-1951.

## Rosa
| N. |                   | Ruolo | Calciatore    |
| -- | ----------------- | ----- | ------------- |
|    | Italia (bandiera) | A     | L. Bartolomei |
|    | Italia (bandiera) | A     | G. Brumat     |
|    | Italia (bandiera) | A     | G. Buttazzoni |
|    | Italia (bandiera) | P     | G. Colonnello |
|    | Italia (bandiera) | D     | V. Cumin      |
|    | Italia (bandiera) | A     | M. Donda      |
|    | Italia (bandiera) | D     | U. Fermo      |
|    | Italia (bandiera) | A     | A. Ferro      |

| N. |                   | Ruolo | Calciatore     |
| -- | ----------------- | ----- | -------------- |
|    | Italia (bandiera) | A     | Mario Giacconi |
|    | Italia (bandiera) | C     | A. Madriz      |
|    | Italia (bandiera) | D     | Silvano Moro   |
|    | Italia (bandiera) | C     | A. Orzan       |
|    | Italia (bandiera) | P     | A. Pinzin      |
|    | Italia (bandiera) | C     | G. Venturini   |
|    | Italia (bandiera) | A     | A. Vrech       |